# Елмвуд (Вісконсин)
Елмвуд (англ. Elmwood) — селище (англ. village) в США, в окрузі Пієрс штату Вісконсин. Населення — 820 осіб (2020).

## Географія
Елмвуд розташований за координатами 44°46′48″ пн. ш. 92°8′56″ зх. д. / 44.78000° пн. ш. 92.14889° зх. д. (44.780076, -92.148953).  За даними Бюро перепису населення США в 2010 році селище мало площу 3,96 км², з яких 3,91 км² — суходіл та 0,05 км² — водойми.

## Демографія
Згідно з переписом 2010 року, у селищі мешкало 817 осіб у 343 домогосподарствах у складі 222 родин. Густота населення становила 206 осіб/км².  Було 379 помешкань (96/км²).
Расовий склад населення:
| - 98,0 % — білих - 0,5 % — корінних американців - 0,1 % — чорних або афроамериканців - 0,1 % — азіатів |

До двох чи більше рас належало 0,5 %. Частка іспаномовних становила 3,1 % від усіх жителів.
За віковим діапазоном населення розподілялося таким чином: 22,2 % — особи молодші 18 років, 56,1 % — особи у віці 18—64 років, 21,7 % — особи у віці 65 років та старші. Медіана віку мешканця становила 43,2 року. На 100 осіб жіночої статі у селищі припадало 97,8 чоловіків;  на 100 жінок у віці від 18 років та старших — 97,5 чоловіків також старших 18 років.
Середній дохід на одне домашнє господарство  становив 49 100 доларів США (медіана — 42 222), а середній дохід на одну сім'ю — 58 603 долари (медіана — 54 000). Медіана доходів становила 41 375 доларів для чоловіків та 33 603 долари для жінок. За межею бідності перебувало 15,0 % осіб, у тому числі 23,6 % дітей у віці до 18 років та 6,7 % осіб у віці 65 років та старших.
Цивільне працевлаштоване населення становило 377 осіб. Основні галузі зайнятості: виробництво — 26,3 %, освіта, охорона здоров'я та соціальна допомога — 17,8 %, будівництво — 11,9 %, роздрібна торгівля — 11,1 %.